# Willis Forko
Willis Forko (* 12. November 1983 in Monrovia, Liberia; † 8. November 2021 in Houston, Texas) war ein liberianisch-amerikanischer Fußballspieler.

## Verein
Nach der Saison 2002 wechselte Forko von den South Carolina Gamecocks zu den Connecticut Huskies. Im Januar 2006 ging er mit einem Kontrakt bis Dezember 2007 zu Real Salt Lake. Für den Verein aus der Major Soccer League bestritt er in den zwei Spielzeiten 38 Ligapartien. Am 1. Januar 2008 ging er nach Norwegen zu FK Bodø/Glimt und blieb hier bis Ende Juli 2010, bevor er sich den Vancouver Whitecaps anschloss. In Norwegen absolvierte er 48 Spiele in der Tippeligaen und nach dem Abstieg 2010 in die Adeccoligaen dort noch mal 11 Spiele. Ende 2010 wurde er vereinslos und beendete nach einem kurzen Gastspiel  bei den Houston Rangers 2012 seine aktive Karriere.

## Nationalmannschaft
Am 6. September 2008 absolvierte der Verteidiger sein einziges A-Länderspiel für Liberia in der WM-Qualifikation gegen Gambia. Bei der 0:3-Auswärtsniederlage im Independence Stadium von Bakau wurde er in der 33. Minute für James Koko Lomell ausgewechselt.

## Sonstiges
Sein älterer Bruder Sam Forko (* 1978) spielte 2002 in der Major League Soccer neun Ligapartien für die MetroStars.